# کیوان مزدا
کیوان مزدا (زاده ۳۱ مرداد ۱۳۳۸، آبادان - درگذشت ۱۱ مهر ماه ۱۳۹۷، پاریس)، پزشک و جراح  ایرانی‌-فرانسوی بود، وی از اعضای فعال سازمان پزشکان بدون مرز و عضو مؤسسه «زنجیره امید فرانسه» بود. دین اجدادی او نیز زرتشتی بود.

## زندگی‌نامه
کیوان مزدا در سال ۱۳۳۸ در آبادان زاده شد. پدرش از زرتشتیان ایران بود و سیروس نام داشت و مادرش فرانسوی بود. اصالت پدری او از زرتشتیان یزد بود .وی در سن ۷ سالگی به همراه خانواده‌اش به فرانسه مهاجرت کرد و تحصیلات عالی خود را در رشته پزشکی و جراحی ارتوپدی و فلوشیپ جراحی ستون ستون فقرات به اتمام رساند.

### فعالیت حرفه‌ای
کیوان مزدا رئیس بخش ارتوپدی کودکان «بیمارستان روبرت دوبره» پاریس و همچنین عضو سازمان پزشکان بدون مرز و مؤسسه «زنجیره امید فرانسه» بود.
او از سال ۱۳۸۶ فعالیت خود را با نام مؤسسه زنجیره امید ایران در کشور زادگاهش نیز آغاز کرد و هر سال ۴ بار برای معاینه و معالجه رایگان کودکان فاقد توان مالی و دارای بیماری‌های سخت و پیچیده به ایران سفر می‌کرد و در طی این سفرها سالی ۲ بار نیز با همراهی تیم جراحی خود عمل‌های جراحی را در بیمارستان‌های تحت پوشش دانشگاه علوم پزشکی تهران و بیمارستان نورافشار انجام می‌داد. وی در این سفرها علاقه‌ای به مصاحبه با رسانه‌ها نداشت و فعالیتش را در سکوت کامل و بدور از هرگونه بازتاب خبری انجام می‌داد و به فرانسه بازمی‌گشت. او در شهریور ۱۳۹۷ توانست ۲۸ کودک را با کمک تیم جراحی خود عمل جراحی کنند. این سفر آخرین مراجعت وی به ایران بود.

### درگذشت
کیوان مزدا سرانجام در ۱۱ مهرماه ۱۳۹۷ و در سن ۵۹ سالگی در پاریس بعد از یک جلسه پرفشار کاری بر
اثر حمله قلبی درگذشت. آرزو و کلام آخر وی برای دنیا و مردمانش این بود: «جنگ نباشد، غذا باشد. زندگی بدون هیچ‌گونه تبعیض.» سید حسن قاضی‌زاده هاشمی وزیر وقت وزارت بهداشت، درمان و آموزش پزشکی و بهرام قاسمی سخنگوی وقت وزارت امور خارجه ایران در پیام‌های جداگانه ای درگذشت وی را تسلیت گفتند.